# Альбертозаврини
Альбертозаврини (Albertosaurinae) — підродина динозаврів з родини тиранозаврових. Жили на території Канади і США, в пізній крейді. Альбертозаврини містять два роди: альбертозавр і горгозавр, раніше до них добавляли монгольського малєєвозавра, проте останній на сьогодні вважається малолітнім тарбозавром.

## Історія вивчення

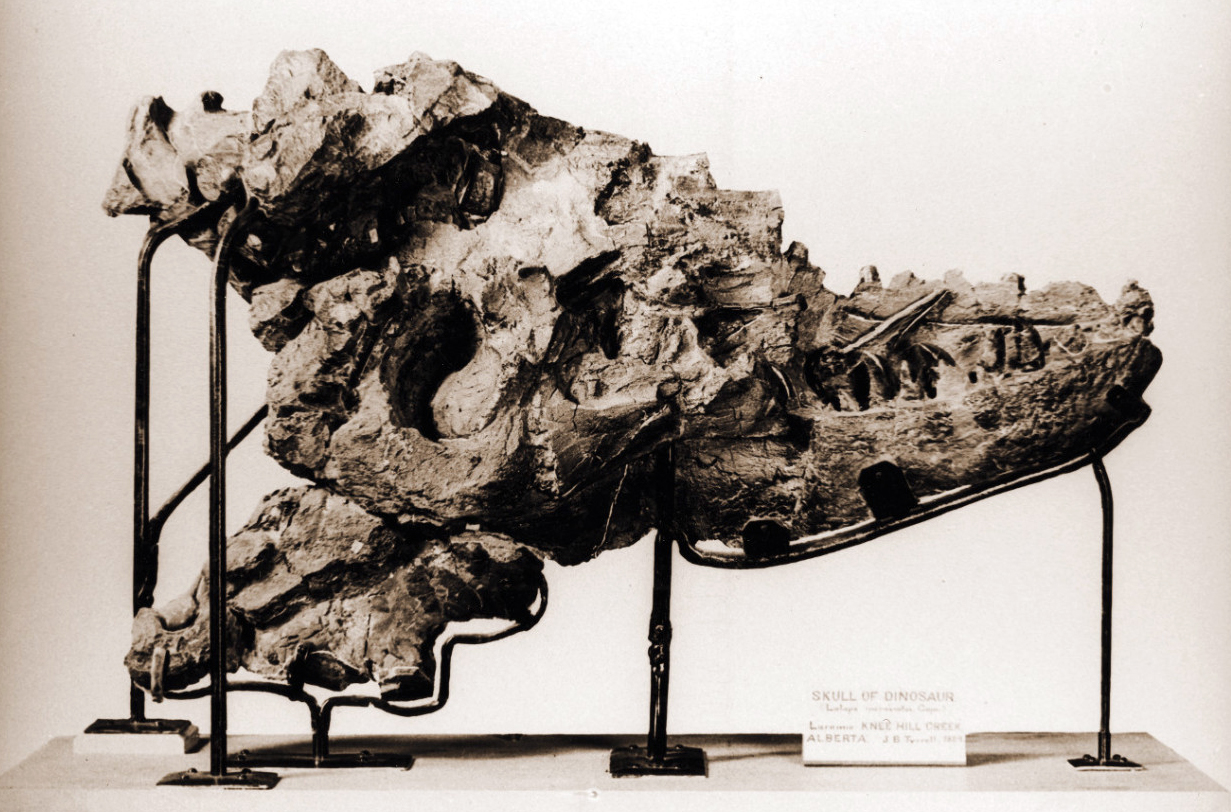
CMN 5600 — голотип Альбертозавра

Рештки представників цієї підродини бузи знайдені ще в 1876 році, в формації Хорсшу, на території провінції Альберта. Едвард Коп класифікував зразок як рештки Дриптозавра, проте в 1905 Генрі Осборн зауважив, що від Дриптозавра скам'янілість відрізняється, тому виділив її в новий рід — Albertosaurus sarcophagus.
Також на території Альберти, але в формації Дайносор Парк знаменитий мисливець за скам'янілостями Барнум Браун знайшов скелет, який в 1914 році Лоуренс Ламбе назвав Gorgosaurus Libratus.
Ці два роди довго вважались спорідненими і тільки в 2003 році Філіп Каррі і його команда виділили їх в нову підродину Тиранозаврових.

## Опис

Порівняння Горгозавра (синій) і Альбертозавра (жовтий)

Альбертозаврини є доволі великими представниками Тиранозаврових. Відрізняються від Тиранозаврин худішими черепами і будовою тіла, також пропорційно довшими гомілками, що давало їм розвивати велику швидкість.
Найбільший зразок належить Горгозавру, проте як показують дослідження і більш фрагментарні знахідки, Горгозавр і Альбертозавр були приблизно одного розміру. В середньому вони досягали 9 метрів в довжину, рідкісні особини могли виростати до 10 метрів, маси досягали від 2,5 до 3 тон.
По суті обидва Альбертозаврина були схожими по фізичним характеристикам з жившим в один час і на одній території з ними Дасплетозавром, відрізняючись від нього худішою статурою і більшою швидкістю.

## Класифікація

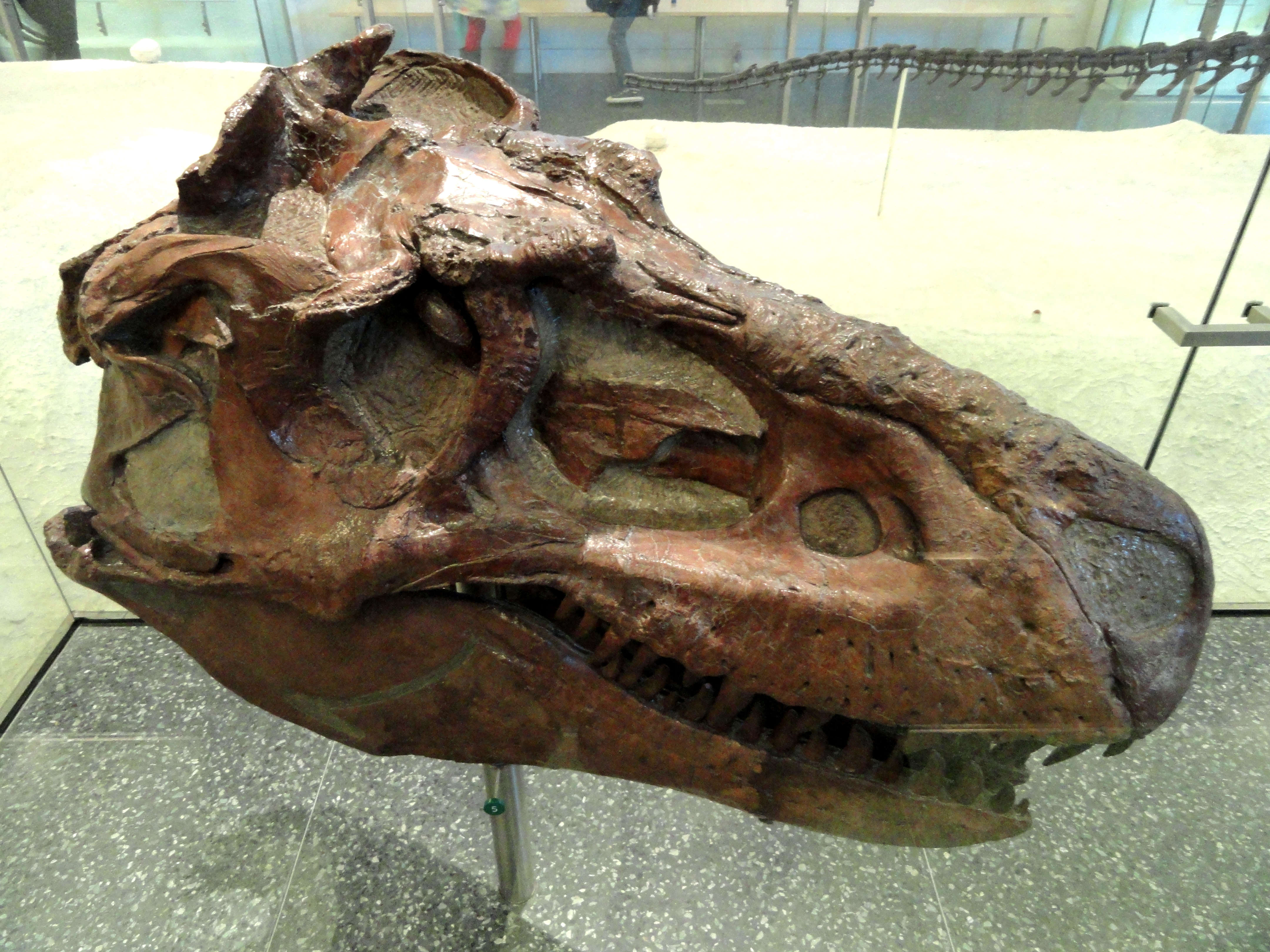
Череп Горгозавра зверху і Альбертозавра знизу

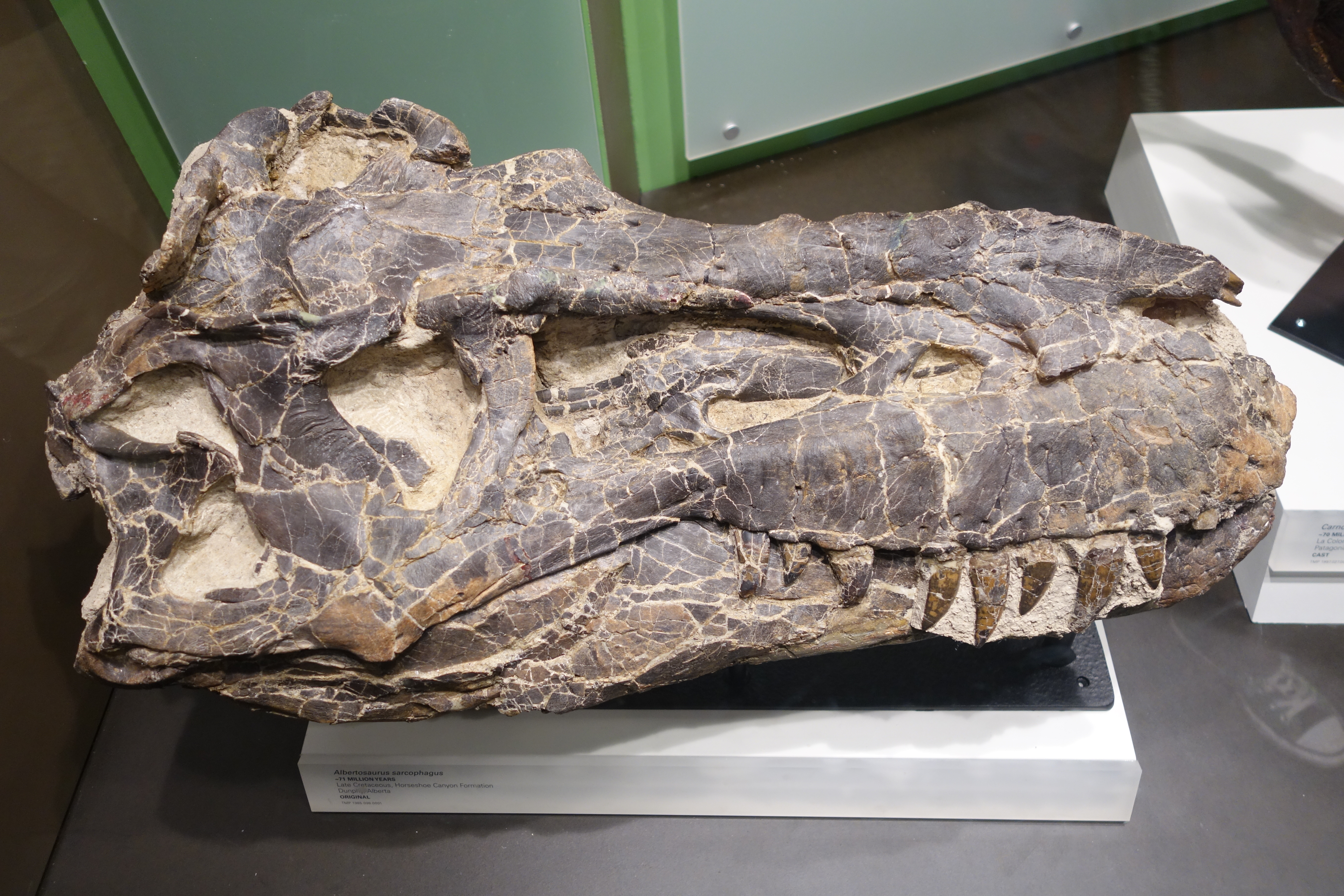

Альбертозаврини є представниками родини Тиранозаврових, надродини Тиранозавроїдів. На сьогодні не відомо спільного предка Альбертозаврин і Тиранозаврин, але якщо найдревніший представник останніх — Літронакс жив 81 млн років тому, можна сказати, що ці дві підродини розділились доволі давно, можливо навіть до 85 млн років тому, в такому випадку мають бути ще древніші роди Альбертозаврин.

### Схожість Горгозавра і Альбертозавра
Ще з часів описання Горгозавра багато палеонтологів підкреслювали його велику схожість з Альбертозавром. 1970 року, описуючи Дасплетозавра, Дейл Рассел також згадав про Горгозавра, якого він перекласифікував як Albertosaurus libratus (оскільки Альбертозавр був описаний раніше, то його назва домінує над Горгозавром), в такому випадку географічний і хронологічний діапазон Альбертозавра значно розширюється. Проте зараз більшість вчених вважають ці два роди окремими, Філіп Каррі в свій час заявив, що між Горгозавром і Альбертозавром стільки ж відмінностей, скільки відмінностей між Тиранозавром і Дасплетозавром.
Оскільки Горгозавр жив 77 — 75, а Альбертозавр 71 — 68 млн років тому, першого можна вважати предком останнього.

## Палеоекологія
Обидва представника підродини жили в північному регіоні Ларамідії. Найпівденніші знахідки знайдені в Монтані на території США, але в основному Альбертозаврини були розповсюджені на території Канади.
Найбільше Альбертозаврини були пристосовані для полювання на Цератопсів. Горгозавр в основному полював на Авацератопсів, Стиракозаврів і Центрозаврів, тим часом як Альбертозавр на Арріноцератопсів і Пахирінозаврів. Також велику частку складали різні Гадрозаври.

### Співіснування Горгозавра і Дасплетозавра
У формаціях Дайносор Парк, Джудіт Рівер і Ту Медісен Горгозавр співіснував з іншим Тиранозавровим — Дасплетозавром.
Горгозавр в основному полював на Центрозаврових Цератопсів і Завролофових Гадрозаврів, тоді, як Дасплетозавр на Хасмозаврових Цератопсів і Ламбеозаврових Гадрозаврів. Таким чином хижаки не конкурували і тому могли співіснувати разом. Крім того з часом Дасплетозавр зустрічається в більш південних регіонах, а Горгозавр в північних.
В раціоні тварини не конкурували, крім того з часом почали віддалятись один від одного, але не зважаючи на це співіснування двох дуже великих хижаків є дуже рідкісним.